# Listen, Learn, Read On
Listen, Learn, Read On – box set wydany przez zespół Deep Purple w roku 2002. Kolekcja 74 utworów (około jedna czwarta z nich nigdy wcześniej nie została wydana) na 6 płytach CD, wszystkie zostały poddane gruntownej obróbce cyfrowej w Abbey Road Studios należącym do EMI. Komplet rozpoczyna się od utworów nagranych przez członków zespołu przed powstaniem Deep Purple.

## Lista utworów

### CD 1: Pre Purple and Mk 1
| 1.  | "Keep a Knockin'" (Penniman)                              | 2:34    |
|     | - The Outlaws feat. Ritchie Blackmore                     |         |
| 2.  | "You'll Never Stop Me Loving You" (Roger Lewis)           | 3:28    |
|     | - M.I. Five feat. Rod Evans, Ian Paice                    |         |
| 3.  | "Only Time Will Tell" (Lewis)                             | 2:11    |
|     | - M.I. Five feat. Evans, Paice                            |         |
| 4.  | "Send For that Girl" (Barter)                             | 2:42    |
|     | - Johnny Kidd & The Pirates feat. Nick Simper             |         |
| 5.  | "Porcupine Juice" (Dudgeon/Lord)                          | 3:13    |
|     | - Santa Barbara Machine Head feat. Jon Lord               |         |
| 6.  | "I Can See Through You" (Glover)                          | 3:23    |
|     | - Episode Six feat. Ian Gillan, Roger Glover              |         |
| 7.  | "Mr. Universe" (David/Gillan)                             | 4:17    |
|     | - Episode Six feat. Gillan, Glover                        |         |
| 8.  | "Medusa" (Hughes)                                         | 5:40    |
|     | - Trapeze feat. Glenn Hughes                              |         |
| 9.  | "Does Anybody Really Know What Time It Is?" (Robert Lamm) | 3:17    |
|     | - The Government feat. David Coverdale                    |         |
| 10. | "See My People Come Together" (Bolin)                     | 6:07    |
|     | - Zephyr feat. Tommy Bolin                                |         |
| 11. | "Hush" (South)                                            | 4:13    |
|     |                                                           |         |
| 12. | "Help!" (Lennon/McCartney)                                | 6:00    |
|     |                                                           |         |
| 13. | "Shield" (Lord/Blackmore/Evans)                           | 6:01    |
|     |                                                           |         |
| 14. | "Listen, Learn, Read On" (Blackmore/Lord/Evans/Paice)     | 4:00    |
|     |                                                           |         |
| 15. | "Kentucky Woman" (Diamond)                                | 4:41    |
|     |                                                           |         |
| 16. | "Playground" (Blackmore/Lord/Simper/Paice)                | 4:31    |
|     | - (odrzut)                                                |         |
| 17. | "Emmaretta" (Blackmore/Lord/Evans)                        | 2:58    |
|     | - (strona A singla)                                       |         |
| 18. | "The Bird Has Flown" (Blackmore/Lord/Evans)               | 2:51    |
|     | - (strona B singla USA)                                   |         |
|     |                                                           | 1:12:07 |
|     |                                                           |         |

### CD 2: Mk 1 and Mk 2
| 1.  | "Why Didn't Rosemary" (Blackmore/Lord/Evans/Simper/Paice) | 5:02    |
|     |                                                           |         |
| 2.  | "Hallelujah" (Greenaway/Cook)                             | 3:40    |
|     | - (strona A singla)                                       |         |
| 3.  | "Ricochet" (Blackmore/Gillan/Glover/Lord/Paice)           | 3:04    |
|     | - (sesja nagraniowa BBC)                                  |         |
| 4.  | "The Bird Has Flown" (Blackmore/Lord/Evans)               | 3:03    |
|     | - (sesja nagraniowa BBC)                                  |         |
| 5.  | "Hush" (South)                                            | 4:16    |
|     | - (live, Royal Albert Hall)                               |         |
| 6.  | "Concerto Third Movement – reprise" (Lord)                | 5:36    |
|     | - (live, Royal Albert Hall)                               |         |
| 7.  | "Wring that Neck" (Lord/Blackmore/Simper/Paice)           | 20:43   |
|     | - (live, Montreux Casino)                                 |         |
| 8.  | "Jam Stew" (Blackmore/Gillan/Glover/Lord/Paice)           | 3:54    |
|     | - (sesja nagraniowa BBC)                                  |         |
| 9.  | "Speed King" (Blackmore/Gillan/Glover/Lord/Paice)         | 3:23    |
|     | - (sesja nagraniowa BBC)                                  |         |
| 10. | "Cry Free" (Blackmore/Gillan/Glover/Lord/Paice)           | 3:08    |
|     | - (odrzut)                                                |         |
| 11. | "Hard Lovin' Man" (Blackmore/Gillan/Glover/Lord/Paice)    | 4:12    |
|     | - (sesja nagraniowa BBC)                                  |         |
| 12. | "Bloodsucker" (Blackmore/Gillan/Glover/Lord/Paice)        | 3:14    |
|     | - (sesja nagraniowa BBC)                                  |         |
| 13. | "Living Wreck" (Blackmore/Gillan/Glover/Lord/Paice)       | 2:58    |
|     | - (sesja nagraniowa BBC)                                  |         |
| 14. | Studio Chat / Jam (Blackmore/Gillan/Glover/Lord/Paice)    | 0:40    |
|     |                                                           |         |
| 15. | "Flight of the Rat" (Blackmore/Gillan/Glover/Lord/Paice)  | 7:53    |
|     | - (remiks 1995)                                           |         |
|     |                                                           | 1:14:46 |
|     |                                                           |         |

### CD 3: Mk 2
| 1.  | "Mandrake Root (Blackmore/Evans)                                                       | 30:02   |
|     | - (utwór z 12 listopada 1970 ze Sztokholmu, a nie z lipca 1970 z Aachen Reiterstadion) |         |
| 2.  | "Grabsplatter" (Blackmore/Gillan/Glover/Lord/Paice)                                    | 4:30    |
|     | - (sesja nagraniowa BBC)                                                               |         |
| 3.  | "Child In Time (Blackmore/Gillan/Glover/Lord/Paice)                                    | 10:47   |
|     | - (sesja nagraniowa BBC)                                                               |         |
| 4.  | Jon Lord Interview                                                                     | 1:35    |
|     |                                                                                        |         |
| 5.  | "Black Night (Blackmore/Gillan/Glover/Lord/Paice)                                      | 3:28    |
|     | - (sesja nagraniowa BBC)                                                               |         |
| 6.  | "Into the Fire" (Blackmore/Gillan/Glover/Lord/Paice)                                   | 3:48    |
|     | - (sesja nagraniowa BBC)                                                               |         |
| 7.  | "Fools" (Blackmore/Gillan/Glover/Lord/Paice)                                           | 5:19    |
|     | - (odrzut)                                                                             |         |
| 8.  | "Fireball" (Blackmore/Gillan/Glover/Lord/Paice)                                        | 3:23    |
|     |                                                                                        |         |
| 9.  | "No One Came (Blackmore/Gillan/Glover/Lord/Paice)                                      | 6:24    |
|     |                                                                                        |         |
| 10. | "Demon's Eye (Blackmore/Gillan/Glover/Lord/Paice)                                      | 6:08    |
|     | - (remiks 1996)                                                                        |         |
|     |                                                                                        | 1:15:24 |
|     |                                                                                        |         |

### CD 4: Mk 2 and Mk 3
| 1.  | "No No No" (Blackmore/Gillan/Glover/Lord/Paice)               | 7:16    |
|     | - (live, Beat Club)                                           |         |
| 2.  | "Highway Star (Blackmore/Gillan/Glover/Lord/Paice)            | 6:08    |
|     | - (live, Beat Club)                                           |         |
| 3.  | "Smoke on the Water (Blackmore/Gillan/Glover/Lord/Paice)      | 5:49    |
|     | - (Quad Mix)                                                  |         |
| 4.  | "Never Before" (Blackmore/Gillan/Glover/Lord/Paice)           | 4:01    |
|     | - (Quad Mix)                                                  |         |
| 5.  | "When a Blind Man Cries" (Blackmore/Gillan/Glover/Lord/Paice) | 3:27    |
|     | - (remiks 1997)                                               |         |
| 6.  | "Strange Kind of Woman" (Blackmore/Gillan/Glover/Lord/Paice)  | 8:44    |
|     | - (BBC In Concert)                                            |         |
| 7.  | "Lazy" (Blackmore/Gillan/Glover/Lord/Paice)                   | 11:13   |
|     | - (live, Tokio)                                               |         |
| 8.  | "Black Night" (Blackmore/Gillan/Glover/Lord/Paice)            | 5:47    |
|     | - (live, Osaka)                                               |         |
| 9.  | "Woman From Tokyo" (Blackmore/Gillan/Glover/Lord/Paice)       | 6:24    |
|     | - (remiks 1999)                                               |         |
| 10. | "Smooth Dancer" (Blackmore/Gillan/Glover/Lord/Paice)          | 4:08    |
|     |                                                               |         |
| 11. | "Mary Long" (Blackmore/Gillan/Glover/Lord/Paice)              | 4:26    |
|     | - (remiks 1999)                                               |         |
| 12. | "Burn" (Blackmore/Lord/Paice/Coverdale)                       | 6:00    |
|     |                                                               |         |
| 13. | "Might Just Take Your Life" (Blackmore/Lord/Paice/Coverdale)  | 4:36    |
|     |                                                               |         |
|     |                                                               | 1:17:59 |
|     |                                                               |         |

### CD 5: Mk 3
| 1. | "Sail Away" (Blackmore/Coverdale)                     | 5:47    |
|    |                                                       |         |
| 2. | "Coronarias Redig" (Blackmore/Lord/Paice)             | 4:52    |
|    | - (strona B singla)                                   |         |
| 3. | "You Fool No One" (Blackmore/Lord/Paice/Coverdale)    | 18:58   |
|    | - (live, Ontario Speedway)                            |         |
| 4. | "Mistreated" (Blackmore/Coverdale)                    | 12:02   |
|    | - (live, San Diego Sports Arena)                      |         |
| 5. | "Space Truckin'" (Blackmore/Gillan/Glover/Lord/Paice) | 29:52   |
|    | - (live, Kilburn State Gaumont)                       |         |
|    |                                                       | 1:11:31 |
|    |                                                       |         |

### CD 6: Mk 3 and Mk 4
| 1.  | "Stormbringer" (Blackmore/Coverdale)                             | 4:04    |
|     | - (Quad Mix)                                                     |         |
| 2.  | "Soldier of Fortune" (Blackmore/Coverdale)                       | 3:14    |
|     | - (Quad Mix)                                                     |         |
| 3.  | "Hold On" (Coverdale/Hughes/Lord/Paice)                          | 5:08    |
|     | - (Quad Mix)                                                     |         |
| 4.  | "High Ball Shooter" (Blackmore/Coverdale/Hughes/Lord/Paice)      | 4:30    |
|     | - (instrumentalny)                                               |         |
| 5.  | "The Gypsy" (Blackmore/Coverdale/Hughes/Lord/Paice)              | 5:43    |
|     | - (live, Paris Palais des Sports)                                |         |
| 6.  | "Drifter" (Bolin/Coverdale)                                      | 3:58    |
|     | - (California live rehearsal)                                    |         |
| 7.  | "Dance to the Rock 'n' Roll" (Bolin/Coverdale/Hughes/Lord/Paice) | 10:59   |
|     | - (Jam)                                                          |         |
| 8.  | "This Time Around/Owed to 'G'" (Hughes/Lord; Bolin)              | 6:06    |
|     |                                                                  |         |
| 9.  | "Love Child" (Bolin/Coverdale)                                   | 3:03    |
|     |                                                                  |         |
| 10. | "Wild Dogs" (Bolin/Tesar)                                        | 5:54    |
|     | - (live, The Tokyo Budokan)                                      |         |
| 11. | "Lady Luck" (Cook/Coverdale)                                     | 3:24    |
|     | - (live, Long Beach Arena)                                       |         |
| 12. | "Gettin' Tighter (Bolin/Hughes)                                  | 13:18   |
|     | - (live, Long Beach Arena)                                       |         |
| 13. | "You Keep on Movin'" (Coverdale/Hughes)                          | 5:18    |
|     |                                                                  |         |
|     |                                                                  | 1:14:39 |
|     |                                                                  |         |

## Wykonawcy
- Mk 1: Ritchie Blackmore, Rod Evans, Jon Lord, Ian Paice, Nick Simper
- Mk 2: Ritchie Blackmore, Ian Gillan, Roger Glover, Jon Lord, Ian Paice
- Mk 3: Ritchie Blackmore, David Coverdale, Glenn Hughes, Jon Lord, Ian Paice
- Mk 4: Tommy Bolin, David Coverdale, Glenn Hughes, Jon Lord, Ian Paice